# Belo (egípcio)
Belo, na mitologia grega, foi um rei do Egito, filho de Poseidon e Líbia. Ele é o pai de Egito e Dânao. Em algumas versões ele é o pai de Agenor, em outras ele é seu irmão.